# Mezinárodní letiště Kuala Lumpur
Mezinárodní letiště Kuala Lumpur (IATA: KUL; ICAO WMKK; malajsky Lapangan Terbang Antarabangsa Kuala Lumpur) je největší mezinárodní letiště v Malajsii. Leží ve spolkovém státě Selangor a obsluhuje hlavní malajsijské město Kuala Lumpur, od kterého je vzdáleno zhruba 44 kilometrů na jih, i zbytek konurbace v údolí řeky Klang.
Bylo uvedeno do provozu 27. června 1998 a v roce 2011 jím prošlo čtyřiatřicet miliónů cestujících, takže patřilo mezi celosvětově dvacet nejrušnějších letišť z hlediska mezinárodních cestujících. Jedná se o domovské letiště společností AirAsia a Malaysia Airlines.